# Peștera Boiu Mare
Peștera Boiu Mare (monument al naturii cunoscut și sub denumirea „La Peșteri”) este o arie protejată de interes național ce corespunde categoriei a III-a IUCN (rezervație naturală de tip speologic), situată în județul Maramureș, pe teritoriul administrativ al comunei Boiu Mare.

## Localizare
Aria naturală se află în Podișul Someșan, în extremitatea sudică a județului Maramureș (la limita de graniță cu județul Sălaj), în partea estică a satului Boiu Mare la o altitudine de 400 m, lângă drumul județean (DJ109G) care leagă localitatea Mesteacăn de Românești.

## Descriere
Rezervația naturală a fost declarată arie protejată prin Legea Nr. 5 din 6 martie 2000 publicată în Monitorul Oficial al României Nr. 152 din 12 aprilie 2000 (privind aprobarea Planului de amenajare a teritoriului național - Secțiunea a III-a -  arii protejate) și ocupă o suprafață de 0,50 hectare și o lungime de 31 de m.
Aria protejată reprezintă o cavitate (peșteră) în abruptul stâng al văii Lăpușului la baza unei doline, cu o intrare formată dintr-o poartă de fier prinsă de un zid de piatră (mascat în exterior de un val de pământ), o galerie descendentă, un horn și o galerie principală (astăzi colmatată).

## Atracții turistice
În vecinătatea rezervației naturale se află mai multe obiective de interes turistic (lăcașuri de cult, monumente istorice, muzee, arii protejate, zone naturale), astfel:

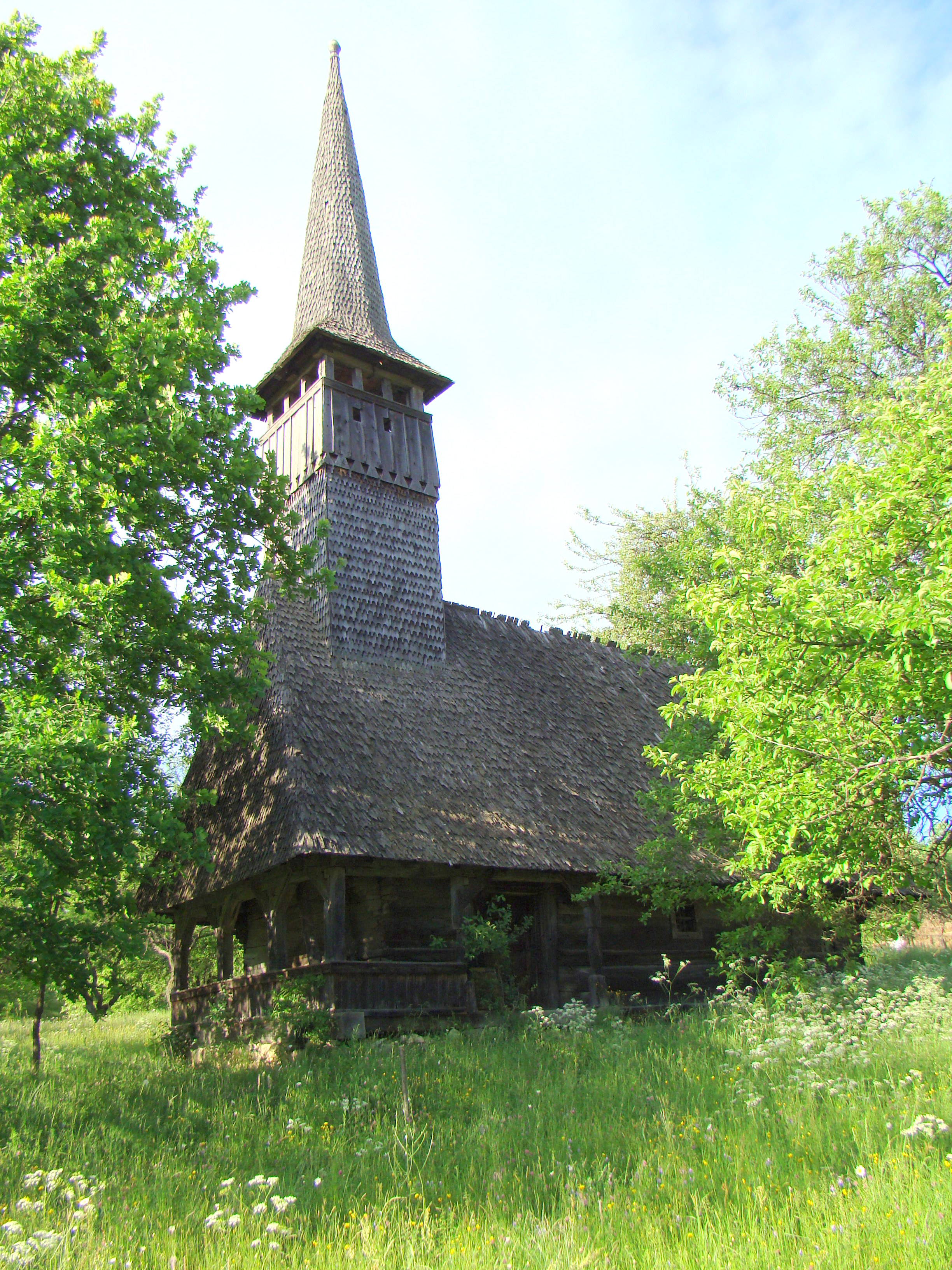
Biserica de lemn din Frâncenii Boiului

- Biserica de lemn din Frâncenii Boiului, construcție 1780, monument istoric. Lăcașul de cult poartă hramul „Sf. Nicolae”[6]
- Biserica de lemn din Codru Butesii construită în anul 1700, monument istoric [7]
- Biserica de lemn „Sfinții Arhangheli” din Vălenii Șomcutei, construcție secolul al XVII-lea, monument istoric
- Regiunea istorică Țara Chioarului
- Rezervația naturală Cheile Lăpușului
- Peștera Vălenii Șomcutei
- Trasee turistice, zone de agrement și drumeții în Valea Lăpușului